# 마리아 뱀퍼드
마리아 뱀퍼드(영어: Maria Bamford, 1970년 9월 3일~)는 미국의 스탠드업 코미디언, 배우, 성우이다.